# هالی اندرسون
هالی اندرسون (به انگلیسی: Haley Anderson) (زادهٔ ۲۰ نوامبر ۱۹۹۱) شناگر اهل ایالات متحده آمریکا است.